# Troglodyte du Sinaloa
Thryophilus sinaloa
Espèce
Statut de conservation UICN

 LC  : Préoccupation mineure
Le Troglodyte du Sinaloa (Thryophilus sinaloa) est une espèce de passereaux appartenant à la famille des Troglodytidae.

## Répartition
Cet oiseau vit à travers l'ouest du Mexique.

## Habitat
Ses habitats naturels sont les forêts sèches et les forêts de plaine subtropicales ou tropicales humides et les mangroves.